# Giovannantonio Cipriani
Giovannantonio Cipriani (Guardia Lombardi, 13 novembre 1824 – Guardia Lombardi, 30 luglio 1906) è stato un patriota italiano.
Conosciuto nei documenti dell'Ottocento anche come Cipriano, notaio, affiliato alla Giovine Italia fin dall'età di 20 anni, è stato un patriota italiano.
Combatté animosamente il brigantaggio, sgominando la famosa banda capeggiata da Carmine Crocco.
Fu amico di Francesco De Sanctis, a cui fece da spalla in occasione delle sue campagne elettorali, come dimostra lo scambio epistolare raccolto nel libro Un viaggio elettorale del De Sanctis.